# 季米里亚泽瓦市镇
季米里亚泽瓦市镇（俄语：Тимирязевское муниципальное образование）是俄罗斯联邦伊尔库茨克州泰舍特区所属的一个市镇。其下辖有个居民点，行政中心为季米里亚泽瓦。据2016年统计，该市镇的人口为434人。